# Международный день бухгалтерии
Международный день бухгалтерии, или Международный день бухгалтера — профессиональный праздник бухгалтеров, который отмечают ежегодно 10 ноября. Впервые был введён в 1972 году под названием День бухгалтерской карьеры. В 1976 году это название заменили современным .
Дата празднования была выбрана из-за того, что именно 10 ноября 1494 года венецианский математик Лука Пачоли издал книгу "Summa de Arithmetica, Geometria, Proportioni et Proportionalita" (Все об арифметике, геометрии и пропорции). В ней помимо прочего содержалось подробное описание бухгалтерских ордеров, системы ежедневного сведения дебета и кредит дебета и кредита, учета Активы активов, пассив (бухгалтерия пассивов), капитал и т.д. Благодаря этой книге Луку Пачоли прозвали «отцом бухгалтерии». .
Международный день бухгалтера отмечают во многих частях света, за исключением некоторых стран постсоветского пространства. В частности, в Украине национальный День бухгалтера празднуют 16 июля.